# Svevac
Svevac är ett svenskt vaccinationsregister som började utvecklas omkring 2005 vid Smittskyddsinstitutet (SMI) och som sedan utvecklats till en nationell e-tjänst för läkare och sjuksköterskor som ger vaccinationer. Senare har Svevac överförts till andra aktörer inom smittskyddet och ingår 2019 som men tjänst i Inera AB.
Före Svevacs tillkomst var det ganska mödosamt för Smittskyddsinstitutet att inhämta uppgifter från varje barnavårdscentral (BVC) och skolhälsovård i landet för att få översikt över skyddet mot sjukdomar som ingick i det allmänna vaccinationsprogrammet för barn. Fullt utbyggt skulle Svevac registrera alla barnvaccinationer, men det kom sedan att utvidgas till att omfatta möjlighet för registrering av vaccinationer av även vuxna.
Utöver registrering av själva vaccinationen skall eventuella biverkningar registreras, vilket är särskilt viktigt för att upptäcka även biverkningar som är sällsynta och därför inte uppmärksammas, utan även mycket allvarliga samband kan förbises under mycket lång tid. Vaccinationsöversikten innebär också att risken för omfattande sjukdomsutbrott kan bedömas med hänsyn till proportionen ovaccinerade i befolkningen eller delar av den, vilket medger erbjudanden av kompletterande vaccination eller andra skyddsåtgärder för de utsatta grupperna. Detta gäller särskilt vid utbrott med särskilt smittsamma sjukdomar som mässling och influensa. Olika vaccin har olika skyddseffekt såväl på kort som lång sikt, vilket kan bedömas genom uppgifter om personer som blivit vaccinerade men ändå har insjuknat.
Både upptäckt av biverkningar och sviktande skyddseffekt av vaccinationerna kräver stora befolkningsunderlag för att inledningsvis kunna uppmärksammas statistiskt och därefter göra det möjligt med riktade fältundersökningar för att fastställa problemen. Syftet med Svevac är därför att allteftersom ge underlag till förbättring av de allmänna vaccinationsprogram som finns, men även att ge rekommendationer om övriga vaccinationer och smittskyddsåtgärder.